# Ostafrikanische Zwergmaus
Die Ostafrikanische Zwergmaus oder Zarte Zwergmaus (Mus tenellus) ist ein Nagetier in der Gattung der Mäuse, das hauptsächlich in Äthiopien verbreitet ist. Die Art ähnelt der Hausa-Zwergmaus (Mus haussa) und der Afrikanischen Zwergmaus (Mus minutoides), was zur falschen Zuordnung einiger Museumsexemplare führt.

## Merkmale
Mit einer Kopf-Rumpf-Länge von 44 bis 62 mm, einer Schwanzlänge von 36 bis 43 mm und mit 12 bis 14 mm langen Hinterfüßen ist die Art eine sehr kleine Maus. Gewichtsangaben fehlen und die Ohren sind 8 bis 10 mm lang. Oberseits kommt sandbraunes Fell vor, das auf der Rückenmitte dunkler sein kann und die Unterseite, inklusive Kinn und Kehle, ist mit weißem Fell bedeckt. Zwischen beiden Farbbereichen existiert eine deutliche Grenze. Um die grauen Ohren sind weiße Flecken angeordnet, die zu einem Halbkreis vereint sein können. Auf dem Schwanz befinden sich Schuppen und kurze Borsten. Seine Unterseite ist heller. Von den paarig angeordneten Zitzen der Weibchen befinden sich vier auf der Brust und vier im Leistenbereich.

## Verbreitung und Lebensweise
Es sind zwei disjunkte Populationen in Äthiopien und in angrenzenden Regionen Sudans vorhanden. Wenige Funde sind aus Somalia, Kenia und Tansania bekannt. Sichtungen in Eritrea benötigen eine Bestätigung. Diese Maus lebt im Hochland bis 2000 Meter Höhe. Sie hält sich in ursprünglichen Savannen auf.
Aufgefundene Weibchen waren mit drei Nachkommen trächtig.

## Gefährdung
Die IUCN listet die Ostafrikanische Zwergmaus als nicht gefährdet (least concern), da keine Bedrohungen vorliegen und die Gesamtpopulation als stabil gilt.